# Фомина, Юлия Гавриловна
Юлия Гавриловна Фомина (26 июля 1907 , г. Екатеринослав , Российская империя  - февраль 1997, г. Харьков , Украина) — украинская актриса Харьковского украинского драматического театра имени Т. Г Шевченко.

## Биография
Юлия Фомина родилась 26 июля 1907 года в Екатеринославе (теперь — г. Днепр) в многодетной семье.
Образование получила в музыкальном училище и балетной студии. Позже – в г. Днепропетровске в студии театра им. М. Заньковецкой. Далее поступила на театральное отделение музыкально-драматического института им. М. Лысенко в Киеве.
Вместе с мужем актером Романом Алексеевичем Черкашиным 1926 г. приехала в Москву, где поступила в балетный техникум им А. Луначарского.
В 1928 супруги вернулись в Киевский музыкально-драматический институт. Осенью этого же года Лесь Курбас пригласил Фомину и Черкашина в Харьков в свой театр «Березиль». Первую роль Юлия Фомина получила в массовке в спектакле А. Пиотровского «Пролог».
В общей сложности, на театральной сцене ею было сыграно более 120 ролей. Из них: Варавара в «Грозе» А. Островского, Елизавета Достыгаева и игуменья в спектакле М. Горького «Егор Булычев и другие». Фомина играла почти во всех пьесах Корнейчука, Погодина, также в десяти спектаклях, поставленных Крушельницким. 
В годы Второй мировой войны супруги Черкашины с частью труппы театра эвакуировались в Республику Немцев Поволжья, с представлениями объездили Россию, Урал, приходилось репетировать и играть под бомбами. В Харьков вернулись в 1943 году.
Вершиной актерского мастерства Ю. Фоминой были 1940-1950 годы. Юлия Гавриловна рано покинула сцену, но всегда была верна своему театру.
В 1972 году было решено создать мемориальный музей театра «Березиль». Его организацию поручили Юлии Фоминой. К этому времени ею уже было собрано большое количество материалов, связанных с творчеством Леся Курбаса, хранившихся в домашнем архиве Черкашиных. Первая экспозиция была развернута в канун 50-летия театра им. Т. Шевченко. Юлия Фомина стала заведующей музеем, который в театре чаще называли как «Дом Юлии».
Умерла Юлия Гавриловна Фомина в феврале 1997 года. Похоронили ее на Харьковском городском кладбище № 2 рядом с могилой мужа Р. А. Черкашина.

## Семья
- Муж — Черкашин Роман Алексеевич (1906-1993), актер, заслуженный артист Украины, профессор.
- Дочь — Черкашина-Губаренко Марина Романовна (род. 22 июня 1938 , Харьков ) — украинский музыковед, музыкальный критик, педагог, либретист.
- Внучка — Губаренко Ирина Витальевна ( 1959  - 2004 ) - украинский композитор , театральный деятель, поэтесса

## Публикации Ю. Фоминой
- Весенний шум: Отрывки из мемуаров / Ю. Фомина // Вестн. театр.- 1996.- № 5.- С. 27-30; №6.- С. 23-28.
- Марьян Крушельницкий / Ю. Фомина // Культура и жизнь.- 1997.- Цвет. (№ 15). – С.2.
- Вечный источник творчества: (Актриса театра им. Т. Г. Шевченко А. Бабенко) / Ю. Фомина // Вечер. Харьков. - 1986. - 17 май.
- Черкашин, Роман Алексеевич. Мы – березельцы: театральные воспоминания – размышления / Роман Алексеевич Черкашин, Юлия Фомина; сост. В. Собианский; предм. Н. Ермакова. – Б. м. : АКТА, 2008 . - 336 с.